# Cláudia Gadelha
Ana Cláudia Dantas Gadelha, detta Claudinha (Mossoró, 7 dicembre 1988), è una lottatrice di arti marziali miste brasiliana.
Combatte nella divisione dei pesi paglia per l'organizzazione statunitense UFC.
In passato ha militato anche nell'Invicta FC e nella sezione brasiliana della Shooto.
Può vantare un palmarès di tutto rispetto nel grappling avendo vinto molteplici campionati di jiu jitsu brasiliano sia a livello nazionale che a livello mondiale; è stata la più giovane atleta ad ottenere la cintura nera di BJJ nella storia del suo team, ovvero il prestigioso Nova União di Rio de Janeiro che ha prodotto campioni del calibro di José Aldo, Renan Barão ed Eduardo Dantas.
È una delle lottatrici più abili del panorama femminile nel taglio del peso prima degli incontri, riuscendo a perdere quasi 10 kg ad una settimana dal match.
È stata premiata Favourite Female Fighter ai Women's Mixed Martial Arts Awards nel 2013 come la lottatrice preferita dai fan di WMMA, superando con un gran margine di voti le concorrenti.
Per il sito specializzato MMARising.com Claudia è l'undicesima lottatrice più forte del mondo pound for pound, e per le classifiche unificate è la numero 4 al mondo nella categoria dei pesi paglia; per i ranking ufficiali dell'UFC è la contendente numero 2 nella divisione dei pesi paglia.

## Caratteristiche tecniche
Claudia Gadelha sfrutta al meglio la sua stazza e la sua esplosività per portare l'incontro a terra sia con proiezioni dai clinch ché tramite takedown; una volta al suolo Claudia fa valere la sua tecnica essendo una delle atlete più decorate della sua divisione nel grappling.
Sebbene lo striking non sia il suo punto forte l'atleta brasiliana riesce comunque a portare colpi potenti grazie agli allenamenti nel muay thai.

## Carriera nelle arti marziali miste

### Inizi in Brasile
Ana Cláudia "Claudinha" Dantas Gadelha sebbene sia originaria del Rio Grande do Norte debuttò come professionista di MMA nello stato di San Paolo in un incontro disputatosi nel luglio 2008 e vinto in pochi secondi per mezzo di una leva al braccio.
Tra il 2009 ed il 2010 ottenne altre sei vittorie delle quali una per decisione unanime e tutte le altre per sottomissione, l'ultima contro la quotata Kalindra Faria (record: 4-1).
Successivamente Claudia rimase lontana dalla gabbia per tutto il 2011 a causa di un problema ad una gamba, e una volta ristabilitasi prese parte ad un documentario canadese trasmesso su Super Channel dal nome Fight Xchange, riguardante la vita di un gruppo di lottatori di MMA misto tra canadesi e brasiliani.
Tornò a lottare nell'aprile 2012 proprio in Canada contro l'atleta di casa Valérie Létourneau (record: 4-2), la quale abitualmente lottava nei pesi gallo: Claudia s'impose anche sulla più grossa avversaria ma con una striminzita vittoria per decisione non unanime dei giudici di gara.
In agosto avrebbe dovuto fare il suo esordio negli Stati Uniti con la promozione Legacy FC affrontando l'esperta connazionale Carina Damm (record: 17-7) ma l'incontro venne annullato.
Lotto in settembre contro Adriana Vieira per la sezione sudamericana della promozione Shooto, ottenendo la prima vittoria per KO tecnico in carriera in un incontro di pesi mosca.

### Invicta Fighting Championships
Tra la fine del 2012 ed il 2013 si unisce alla divisione dei pesi paglia nella neonata organizzazione statunitense Invicta FC, promozione solamente femminile che puntava a diventare la lega di riferimento delle WMMA.
Il notevole curriculum di Claudia fece sì che i vertici dell'Invicta FC la relegassero immediatamente al ruolo di contendente per il nuovo titolo dei pesi paglia contro l'ex Bellator Carla Esparza, sostituendo di fatto la campionessa giapponese Ayaka Hamasaki la quale era impegnata nel difendere la propria cintura della promozione Jewels; a poche settimane dal match titolato che era programmato per il 5 gennaio 2013 con l'evento Invicta FC 4 Claudia si ruppe il naso in allenamento e dovette quindi dare forfait, venendo sostituita dalla star australiana Bec Hyatt.
Nel frattempo tornò a lottare in Brasile contro la promettente Hérica Tibúrcio (record: 5-1), vincendo l'incontro per decisione unanime dei giudici di gara.
Il debutto con l'Invicta FC avvenne grazie all'evento Invicta FC 6: Coenen vs. Cyborg del 13 luglio: l'avversaria avrebbe dovuto essere la thaiboxer scozzese Joanne Calderwood e l'evento avrebbe dovuto ospitare anche la prima difesa del titolo di Carla Esparza contro Ayaka Hamasaki, ma Esparza stessa s'infortunò e così si decise per una sfida tra Gadelha ed Hamasaki per definire la contendente numero 1 al titolo; Claudia s'impose nettamente sull'avversaria asiatica nonostante un punto detratto a causa di una ginocchiata scorretta, e vinse per KO tecnico ad un minuto dal termine dell'incontro.
La sfida tra Claudia Gadelha e Carla Esparza venne programmata per il 7 dicembre con l'evento Invicta FC 7: Honchak vs. Smith, ma questa volta diede forfait Claudia a causa di un'infezione; nei giorni seguenti ci fu un battibecco tra Claudia e la campionessa in quanto quest'ultima sosteneva che la brasiliana in realtà aveva problemi nel tagliare il peso prima dell'incontro.

### Ultimate Fighting Championship
Nel dicembre 2013 la prestigiosa promozione UFC mise sotto contratto 11 lottatrici dei pesi paglia Invicta FC allo scopo di creare la nuova divisione femminile nella promozione e di lanciare una stagione del reality show The Ultimate Fighter incentrata su tali atlete: Claudia Gadelha fu inizialmente tra le scelte di Dana White, ma nell'aprile del 2014 venne reso noto che Claudia non avrebbe fatto parte del cast de The Ultimate Fighter 20, probabilmente per ragioni legate alla lingua o al taglio del peso, e firmò direttamente un contratto con l'UFC.
Gadelha stessa è la prima atleta dei pesi paglia nella storia dell'UFC ad avere un incontro in programma quando venne pianificata la sfida tra lei e l'imbattuta finlandese Tina Lähdemäki per il luglio del 2014: lo storico incontro terminò con una meritata vittoria ai punti della sudamericana.
In dicembre affronta la thaiboxer polacca Joanna Jędrzejczyk per un possibile posto da contendente per il titolo dei pesi paglia vinto il giorno precedente da Carla Esparza: Gadelha soffrì l'eccellente difesa dai takedown della rivale e in un incontro equilibrato venne sconfitta per decisione non unanime dei giudici di gara.
Ad aprile del 2015 doveva affrontare Aisling Daly, ma proprio un mese prima subì degli spasmi muscolari alla schiena che non gli permisero di poter partecipare all'incontro.
Ad agosto affrontò l'ex campione dei pesi paglia WSOF Jessica Aguilar. Vinse l'incontro per decisione unanime, dominando la sua avversaria per la durata di tutte e tre le riprese.
Nel gennaio del 2016, venne scelta come coach per la trentatreesima stagione del reality show The Ultimate Fighter, ad opporsi come coach venne scelta Joanna Jędrzejczyk. Le due lottatrici si affrontarono all'evento finale del reality, in un rematch valido per il titolo dei pesi paglia femminili UFC. Nei primi due round, la Gadelha riuscì ad avere la meglio, mandando più volte la campionessa al tappeto con la lotta. Dal terzo al quinto round, la brasiliana si ritrovò a corto di fiato e cominciò a subire numerose combinazioni di colpi che la portarono a perdere l'incontro per decisione unanime. Nonostante la sconfitta venne premiata con il riconoscimento Fight of the Night.

### Risultati nelle arti marziali miste
| Risultato | Record | Avversario            | Metodo                           | Evento                                 | Data              | Round | Tempo | Città                        | Note                                                  |
| --------- | ------ | --------------------- | -------------------------------- | -------------------------------------- | ----------------- | ----- | ----- | ---------------------------- | ----------------------------------------------------- |
| Sconfitta | 18-5   | Yan Xiaonan           | Decisione (unanime)              | UFC Fight Night: Santos vs. Teixeira   | 7 Novembre 2020   | 3     | 5:00  | Las Vegas, Stati Uniti       |                                                       |
| Vittoria  | 18-4   | Angela Hill           | Decisione (non unanime)          | UFC on ESPN: Overeem vs. Harris        | 16 maggio 2020    | 3     | 5:00  | Jacksonville, Stati Uniti    |                                                       |
| Vittoria  | 17-4   | Randa Markos          | Decisione (unanime)              | UFC 239                                | 6 Luglio 2019     | 3     | 5:00  | Las Vegas, Stati Uniti       |                                                       |
| Sconfitta | 16-4   | Nina Ansaroff         | Decisione (unanime)              | UFC 231                                | 8 Dicembre 2018   | 3     | 5:00  | Toronto, Canada              |                                                       |
| Vittoria  | 16-3   | Carla Esparza         | Decisione (non unanime)          | UFC 225                                | 9 Giugno 2018     | 3     | 5:00  | Chicago, Stati Uniti         |                                                       |
| Sconfitta | 15-3   | Jéssica Andrade       | Decisione (unanime)              | UFC Fight Night: Saint Preux vs. Okami | 23 settembre 2017 | 3     | 5:00  | Saitama, Giappone            | Fight of the night                                    |
| Vittoria  | 15-2   | Karolina Kowalkiewicz | Sottomissione (Rear-Naked Choke) | UFC Fight Night: Bader vs. Nogueira 2  | 19 novembre 2017  | 1     | 3:03  | Rio de Janeiro, Brasile      | Performance of the night.                             |
| Vittoria  | 14-2   | Cortney Casey         | Decisione (unanime)              | UFC 212                                | 3 Giugno 2016     | 3     | 5:00  | San Paolo, Brasile           |                                                       |
| Sconfitta | 13-2   | Joanna Jędrzejczyk    | Decisione (unanime)              | The Ultimate Fighter 23 Finale         | 8 luglio 2016     | 5     | 5:00  | Las Vegas, Stati Uniti       | Per il titolo dei Pesi Paglia UFC Fight of the Night  |
| Vittoria  | 13-1   | Jessica Aguilar       | Decisione (unanime)              | UFC 190: Rousey vs. Correia            | 1º agosto 2015    | 3     | 5:00  | San Paolo, Brasile           |                                                       |
| Sconfitta | 12-1   | Joanna Jędrzejczyk    | Decisione (non unanime)          | UFC on Fox: dos Santos vs. Miocic      | 13 dicembre 2014  | 3     | 5:00  | Phoenix, Stati Uniti         |                                                       |
| Vittoria  | 12-0   | Tina Lähdemäki        | Decisione (unanime)              | UFC Fight Night: Cerrone vs. Miller    | 16 luglio 2014    | 3     | 5:00  | Atlantic City, Stati Uniti   | Debutto in UFC                                        |
| Vittoria  | 11–0   | Ayaka Hamasaki        | KO Tecnico (pugni)               | Invicta FC 6: Coenen vs. Cyborg        | 13 luglio 2013    | 3     | 3:58  | Kansas City, MO, Stati Uniti | Eliminatoria per il titolo dei Pesi Paglia Invicta FC |
| Vittoria  | 10–0   | Hérica Tibúrcio       | Decisione (unanime)              | Max Sport: 13.2                        | 11 maggio 2013    | 3     | 5:00  | San Paolo, Brasile           |                                                       |
| Vittoria  | 9–0    | Adriana Vieira        | KO Tecnico (pugni)               | Shooto: Brazil 34                      | 21 settembre 2012 | 1     | 1:35  | Brasilia, Brasile            | Incontro di Pesi Mosca                                |
| Vittoria  | 8–0    | Valérie Létourneau    | Decisione (non unanime)          | Wreck MMA: Road to Glory               | 20 aprile 2012    | 3     | 5:00  | Gatineau, Canada             | Incontro di Pesi Gallo                                |
| Vittoria  | 7–0    | Kalindra Faria        | Sottomissione (armbar)           | Hard FC                                | 25 settembre 2010 | 1     | 1:10  | Piracicaba, Brasile          |                                                       |
| Vittoria  | 6–0    | Alessandra Silva      | Sottomissione (armbar)           | Expo FC: Day Two                       | 22 agosto 2010    | 1     | -     | Sorocaba, Brasile            |                                                       |
| Vittoria  | 5–0    | Ariane Monteiro       | Sottomissione (rear naked choke) | Itu FC                                 | 4 giugno 2010     | 1     | 2:08  | Itu, Brasile                 |                                                       |
| Vittoria  | 4–0    | Davina Maciel         | Sottomissione (armbar)           | Vision Fight 1                         | 20 dicembre 2009  | 1     | 1:26  | Boa Vista, Brasile           |                                                       |
| Vittoria  | 3–0    | Aline Nery            | Decisione (unanime)              | Shooto: Brazil 14                      | 28 novembre 2009  | 3     | 5:00  | Rio de Janeiro, Brasile      |                                                       |
| Vittoria  | 2–0    | Juliana de Sousa      | Sottomissione (armbar)           | Watch Out Combat Show 4                | 25 giugno 2009    | 1     | 1:29  | Rio de Janeiro, Brasile      |                                                       |
| Vittoria  | 1–0    | Elaine Leite          | Sottomissione (armbar)           | Force FC 1                             | 5 luglio 2008     | 1     | 0:17  | Aparecida, Brasile           |                                                       |

## Curiosità
- Claudia oltre ad essere un'atleta è una studentessa di legge presso l'università privata FACHA di Rio de Janeiro.